# Amphilophus nourissati
Amphilophus nourissati är en fiskart som först beskrevs av Allgayer, 1989.  Amphilophus nourissati ingår i släktet Amphilophus och familjen Cichlidae. Inga underarter finns listade i Catalogue of Life.